# Pajzsos gyíkfejűhal

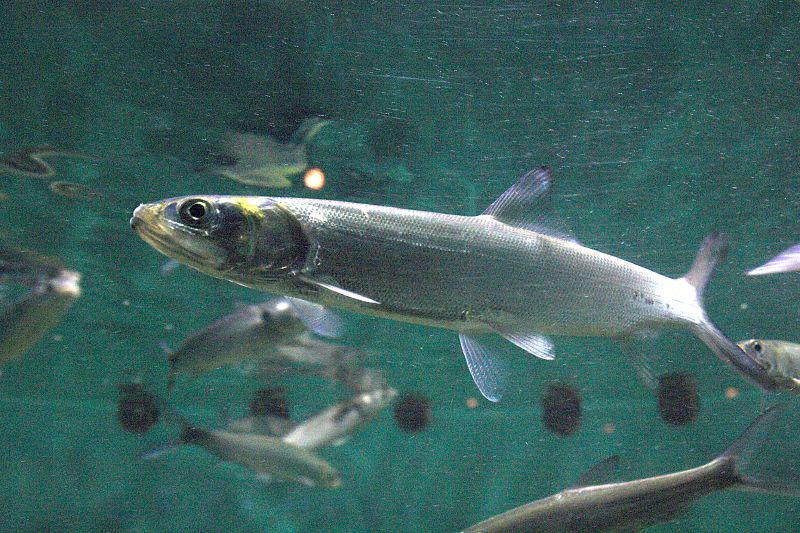

A pajzsos gyíkfejűhal (Elops saurus) a sugarasúszójú halak (Actinopterygii) osztályának gyíkfejűhal-alakúak (Elopiformes) rendjébe, ezen belül a gyíkfejűhal-félék (Elopidae) családjába tartozó faj.

## Előfordulása
A pajzsos gyíkfejűhal legfőbb elterjedési területe az Atlanti-óceán nyugati részén van, a massachusettsi Cape Codtól, a Bermudákon és a Mexikói-öblön keresztül, Dél-Brazíliáig terjed. Megkérdőjelezhető felbukkanásai vannak Kínában, Vietnámban és a Kínai Köztársaságban.

## Megjelenése
Ez a halfaj általában 60 centiméter hosszú, de akár 100 centiméteresre is megnőhet. Testtömege legfeljebb 10 kilogramm. Pikkelyei kicsik. Több mint 100 pikkelye van az oldalvonalán. Teste mindenütt ezüstös, háta kissé kékes.

## Életmódja
Egyaránt megél a tengerben és a brakkvízben is, általában a korallzátonyokat kedveli. 50 méteres mélységre is leúszik. A partok mentén, nagy rajokban vadászik. Tápláléka főleg rákok, de kisebb halak is. A felnőtt példány beleiben, Rhynchobothrium bulbifer laposférget találtak.

## Szaporodása
A pajzsos gyíkfejűhal a nyílt tengeren ívik. Az ivadék felúszik a folyótorkolatokba és a lagúnákba. Növekedése során, két nagy átalakuláson megy keresztül.

## Felhasználása
Az ember csak kismértékben halássza. Általában csalétekként hasznosítja, de frissen, sózva és fagyasztva is fogyasztja. A sporthorgászok kedvelik, mivel igen szépen és gyakran ki-kiugrik a vízből, halászás közben.